# Archangel (Gundam)
Nombre de la nave de combate protagonista en la serie de animación Gundam Seed.
Creada en Heliópolis forma parte del nuevo proyecto de la Alianza terrestre para contrarrestar el revolucionario armamento de los Coordinadores de ZAFT (Proyecto G), en un principio debía alojar a los 5 nuevos Mobile Suits de la Alianza. Muy superior a las actuales naves de ambos bandos el Archangel se convertirá en una fuerza de combate imparable capaz de sobrevivir a las circunstancias más adversas.
Sus comienzos fueron muy accidentados debidos al ataque de ZAFT a la nuetral Heliopolis con el objetivo de secuestrar los 5 prototipos. ZAFT consigue capturar 4 de ellos pero debido a la intervención del joven estudiante Kira Yamato conseguirán mantener en su poder el temible STRIKE Gundam, convirtiéndose este en el único MS de la nave hasta casi el final de la guerra.
Capitaneada por la inexperta aunque muy capacitada Murrue Ramius y su segunda al mando Natarle Badgiruel.
Solo se conoce la existencia de otra nave clase Archangel, la Dominion, capitaneada por Natarle Badgiruel, que será destruida por el Archangel en la Segunda Batalla de Jakin Due.
- Datos: Q932549